# Petracola
Petracola es un género de lagartos de la familia Gymnophthalmidae. Son endémicos de Perú. 

## Especies
Se reconocen a las siguientes especies:
- Petracola amazonensis Mamani, Vargas, Chaparro & Catenazzi, 2023[2]
- Petracola angustisoma Echevarría & Venegas, 2015
- Petracola labioocularis (Köhler & Lehr, 2004)
- Petracola shurugojalcapi Mamani, Vargas, Chaparro & Catenazzi, 2023
- Petracola ventrimaculatus (Boulenger, 1900)
- Petracola waka Kizirian, Bayefsky, Eriksson, Minh Le & Donnelly, 2008